# Inpabasis machadoi
Inpabasis machadoi – gatunek ważki z rodziny łątkowatych (Coenagrionidae). Występuje w Amazonii; stwierdzony w Brazylii i południowej Wenezueli.